# Pierre Serne
« Serne » redirige ici. Pour les articles homophones, voir CERN et Cerne.
Pierre Serne, né le 28 mai 1972 à Bagnolet, est un historien, politologue et homme politique français. De janvier 2021 à décembre 2023, il est magistrat financier à la Chambre régionale des comptes des Hauts-de-France. Il est nommé Inspecteur à l'Inspection générale de l'environnement et du développement durable (IGEDD) à compter du 1er juin 2024.

## Biographie

### Formation et jeunesse
Ancien élève de l'École normale supérieure (promotion L1991), il signe en 1993 avec d'autres élèves une pétition contre les crimes serbes en Bosnie-Herzégovine.
Également titulaire d'une maîtrise en histoire (1993), agrégé d'histoire (1994), titulaire d'un diplôme d'études approfondies en sciences sociales de l'EHESS, il est d'abord enseignant-chercheur à la Sorbonne en sociologie et en science politique.

### Carrière politique
Il rejoint (en 2000) le cabinet de Dominique Voynet, alors ministre de l'Environnement puis devient conseiller politique d'Yves Cochet quand, à son tour, celui-ci devient ministre.
Pierre Serne est ensuite directeur du cabinet de Khadidja Bourcart (d), adjointe au maire de Paris chargée de l'intégration (entre 2003 et 2005) puis directeur de cabinet adjoint de Denis Baupin, adjoint au maire de Paris chargé des déplacements (entre 2005 et 2008).
Il est responsable de plusieurs associations humanistes, environnementales ou LGBT au niveau national ou européen comme la fondation Danielle-Mitterrand - France Libertés (depuis 2008) ou l'ILGA-Europe (entre 2004 et 2014).
Candidat d'union des Verts et du Parti socialiste aux élections législatives de 2002 dans la 6e circonscription du Val-de-Marne (Saint-Mandé, Vincennes, Fontenay-sous-Bois), il arrive en deuxième place à l'issue du premier tour, obtenant près de 21 % des voix et réalise un score de 43 % au second tour. Il n'est donc pas élu. Il est à nouveau candidat dans cette circonscription aux élections législatives de 2007, cette fois pour les Verts uniquement, et termine cinquième avec 5,12 %.
De 2001 à 2017, il est conseiller municipal de la ville de Vincennes, dans le Val-de-Marne, où il vit depuis plus de dix ans. À la tête d'une liste verte autonome, il avait alors obtenu 16 % aux élections municipales. Dans le même temps il obtenait 44 % au second tour de l'élection cantonale de Vincennes-Ouest. Il est à nouveau tête de liste en 2008 (liste Les Verts) et en 2014 (liste EELV/PS). 
En 2010, il est élu conseiller régional d’Île-de-France sur la liste de 2e tour d'union de la gauche menée par Jean-Paul Huchon. En janvier 2012, il est élu 2e vice-président de la région chargé des transports et des mobilités et devient 1er vice-président du STIF (Syndicat des transports d'Île-de-France) dont il était administrateur. Il est depuis 2012 vice-président du GART (Groupement des autorités responsables de transport). Il a siégé pour représenter le STIF au conseil d'administration de SNCF Réseau en 2015. Il est président du Club des villes et territoires cyclables entre 2014 et 2021. Il a été nommé en janvier 2019 membre du Conseil National de l'Air comme représentant du Groupement des autorités responsables de transport (GART).
En 2014, Anne Hidalgo accuse Pierre Serne d'avoir accepté une commande de bus diesel en échange d'avancées sur la question de la gratuité des transports ; la polémique enfle mais finit par montrer que ce n'était pas le cas,.
En octobre 2015, usant de l'article 40 du code de procédure pénale, il saisit le procureur de la République de Paris du scandale des moteurs diesel soupçonnés de trucage du constructeur automobile Volkswagen, ce qui déclenche une action judiciaire.
Tête de liste de la liste EELV pour le Val-de-Marne lors des élections régionales de décembre 2015, il est au second tour tête de liste pour le Val d'Oise de la liste d'union de la gauche. Il est élu le 13 décembre 2015 et siège dans l'opposition depuis, au sein du groupe Alternative Écologique et Sociale (AES). Il est également réélu administrateur du STIF début 2016 au titre des représentants de la région.
Début 2017, s'installant à Montreuil, il démissionne du conseil municipal de Vincennes. Il est désigné comme candidat EELV et citoyen aux élections législatives de juin 2017 dans la 7e circonscription de Seine-Saint-Denis (Montreuil/Bagnolet). Il arrive en cinquième position au premier tour, obtenant un peu plus de 8 % des voix. 
Lors de l'élection présidentielle de 2017, il est responsable, avec Christine Revault d'Allonnes-Bonnefoy, de la thématique Transports dans l'équipe de campagne de Benoît Hamon[source insuffisante]. En décembre 2017, il intègre la coordination politique provisoire de Génération.s. Il est ensuite confirmé au sein du Collectif national du nouveau parti après la convention de Grenoble du 1er juillet 2018 et en devient porte-parole national. 
Le 25 janvier 2018 le tribunal administratif de Paris donne droit au recours qu'il a intenté contre la décision du 16 février 2016 du STIF (aujourd'hui Île-de-France Mobilités), présidé par Valérie Pécresse, de supprimer la réduction solidarité transport de l'aide médicale d'État aux étrangers en situation irrégulière. Cette victoire judiciaire qui oblige théoriquement le STIF à redonner la réduction de 50 % aux usagers en question occasionne un tollé politique au sein de la droite régionale et un déchaînement de l'extrême droite dont certains membres vont jusqu'à l'injure homophobe et aux menaces physiques contre Pierre Serne. Ces injures et menaces reprennent avec virulence après la publication par Médiapart d'une enquête sur un réseau d'ultra-droite dénommé Réseau Libre qui le cible ce qui fait l'objet d'une nouvelle plainte et d'un suivi par les services français[pas clair],,.
Lors des élections européennes du 26 mai 2019, Pierre Serne est candidat (en 9e position) sur la liste Printemps européen (Génération.S et Diem25) menée par Benoît Hamon, qui ne recueille que 3,27 % des voix.
Lors des élections municipales de 2020, il conduit avec Choukri Yonis une liste écologiste et citoyenne (Montreuil 2020 la ville en commun - MOVICO) pour la ville de Montreuil, en rupture avec la décision du parti Génération.s local qui soutient le maire sortant, Patrice Bessac. Ce dernier l'emporte dès le 1er tour le 15 mars et la liste MOVICO, avec 7%, obtient 2 élus (Choukri Yonis et Pierre Serne) qui siègent dès lors dans l'opposition.
Pendant la fin du confinement lié à la pandémie de Covid-19 en France, il se voit confier par la ministre de la Transition écologique et solidaire, Élisabeth Borne, le rôle de coordonner et accompagner, en tant que président du Club des villes et territoires cyclables, l'essor des projets de pistes cyclables de transition lancés par les collectivités locales en vue de la reprise des activités lors du déconfinement après le 11 mai 2020. En quelques mois ce sont plusieurs centaines de kilomètres de ces aménagements qui sont créés un peu partout en France.
Pierre Serne continue à enseigner jusqu'en 2020, notamment à l'École nationale des ponts et chaussées, où il est maître de conférences, et à l'université Panthéon-Sorbonne.
À l'occasion de la primaire présidentielle de l'écologie de 2021, il est membre de l'équipe de campagne de Sandrine Rousseau.
Au premier tour des élections régionales de 2021 en Île-de-France, il figure en position non éligible sur la liste EELV menée par Julien Bayou. Il ne figure pas sur la liste d'union de la gauche et des écologistes au deuxième tour. Il n'est donc plus conseiller régional depuis juillet 2021.
Le 22 novembre 2021 Pierre Serne a été entendu par la brigade financière après un signalement effectué par le maire PCF de Montreuil, Patrice Bessac au procureur (après une dénonciation à l'employeur de Pierre Serne, le premier président de la Cour des comptes). Patrice Bessac accuse son opposant de « violation du secret professionnel ». Cette accusation a été démentie par le collège de déontologie des juridictions financières dans un avis du 17 juin 2021. De plus le procureur a classé sans suite pour absence d'infraction la plainte du maire contre Pierre Serne. Une plainte pour dénonciation calomnieuse a été déposée contre le maire PCF de Montreuil, Patrice Bessac[réf. nécessaire].

## Ouvrages
- La Reconstruction des identités communistes (avec Michèle Bertrand, Gilles Campagnolo, Olivier Le Guillou, Esther Duflo), L'Harmattan, 1997
- 100 ans 100 socialistes (avec Jean-Marc Binot, Denis Lefèbvre), Bruno Leprince, 2005  (ISBN 978-2909634944)
- Les Verts ont 20 ans : petite histoire de l'écologie politique en France, CEDIS-Les Verts, 2004
- Le Parti socialiste, 1965-1971, Encyclopédie du socialisme, 2003  (ISBN 978-2909634623)
- Des Verts à EELV, 30 ans d'histoire de l'écologie politique, Les Petits matins, 2013  (ISBN 978-2-36383-128-6)